# Marc Valeri Leví

Les colònies gregues antigues i els seus dialectes a la Magna Graecia.
Grec del NO
Acadi
Dòric
Jònic

Marc Valeri Leví (en llatí Marcus Valerius Laevinus) va ser un magistrat romà. Probablement era net de Publius Valerius Laevinus. Formava part de la gens Valèria i era de la família dels Leví.

## Pretor Peregrí
Va ser pretor peregrí l'any 215 aC, però degut a la derrota romana a la batalla de Cannes del 216 aC tots els funcionaris civils van ser situats en comandaments militars i se li va encarregar el comandament d'unes legions que havien tornat de Sicília i que estaven estacionades a la Pulla (a Lucèria), així com una flota de 25 galeres, amb l'encàrrec de controlar la costa de Brundusium a Tàrent. Aviat va interceptar a uns ambaixadors de Filip V de Macedònia que anaven a veure a Hanníbal. Leví va enviar als ambaixadors, el cap dels quals era Xenòfanes, a Roma.
A la tardor va ocupar les ciutats dels hirpins que s'havien revoltat a favor del cartaginesos. Va deixar guarnicions a Tàrent i a Rhegium i amb una legió va passar l'hivern a Brundusium per vigilar la costa, ja que s'esperava una invasió macedònia. Van arribar missatgers d'Oricum que anunciaven la caiguda de la seva ciutat i la imminent caiguda d'Apol·lònia d'Il·líria. Leví va creuar la mar Adriàtica, va recuperar Oricum i va enviar un destacament dirigit per Quint Nevi Crista que va aixecar el setge d'Apol·lònia, i va ocupar el campament macedoni. Llavors es va establir una aliança amb la Lliga Etòlia.
L'any 214 aC va ser reelegit com a propretor i després ho va tornar a ser cada any fins al 211 aC. L'hivern del 214 al 213 aC el va passar a Oricum. Després (212 i 211 aC) va vigilar els moviments de Filip V de Macedònia a Acaia i Etòlia.

## Consolat
Als comicis del 211 aC, pels seus serveis al nord de Grècia, va ser escollit en absència, cònsol per l'any 210 aC. A finals del 211 aC va expulsar els macedonis de Zante, d'Oeniades i Nasos a Acarnània. Va passar l'hivern a Còrcira. A la primavera del 210 aC va ocupar Antícira abans d'assabentar-se que havia estat escollit cònsol. Tot i així no va tornar a Roma fins a l'estiu, perquè sembla que es va posar malalt.
Només desembarcar a Itàlia els habitants de Càpua li van presentar queixes contra el procònsol Quint Fulvi Flac i també de sicilians contra Marc Claudi Marcel. Leví va informar al senat dels seus actes els darrers tres anys a Grècia i se li va donar la província d'Itàlia, però per consens va canviar la província per la de Sicília amb el seu col·lega Marc Claudi Marcel, ja que aquest no era ben vist a l'illa.
Un decret va autoritzar al cònsols a portar subministraments a la flota, cosa que va alarmar a les ciutats i als aliats, ja sobrecarregats de taxes per la guerra. Leví va proposar que tots els que havien exercit alguna magistratura curul i els membres del senat donessin les seves joies, or, plata i llautó, ja fos encunyat o en lingots, al tresor, cosa que va ser aprovada i es va complir i va calmar el descontentament de la població afectada pels alts impostos. Després va anar a Sicília i a la tardor va informar de l'expulsió completa del cartaginesos de l'illa. Va entrar a Agrigent on Mutines, un cap númida enemistat amb els cartaginesos, li va obrir les portes i van seguir altres 66 ciutats: sis ciutats van ser preses per assalt, 20 capturades per traïció, i 40 rendides voluntàriament. Leví va encoratjar als sicilians a reprendre el cultiu del gra, cosa que abans havien fet i havien estat considerats el graner de Roma. Als esclaus fugitius, criminals, desertors i altres elements perillosos els va enviar a Rhegium on van formar un cos contra Hanníbal i van fer bons serveis al Brútium.
A finals d'any va haver de tornar a Roma per dirigir els comicis consulars per l'any 209 aC, però en arribar es va saber que els cartaginesos havien envaït altre cop Sicília i el senat li va demanar de nomenar un dictador per presidir el comicis i el feien retornar a l'illa. Leví no volia nomenar dictador fins al seu retorn a l'illa i es va enfrontar al senat, ja que la llei obligava a fer el nomenament dins el territori d'Itàlia. Un tribú de la plebs va fer aprovar una llei per imposar obediència a Leví, però aquest va sortir de Roma sense obeir i el nomenament de dictador el va fer el seu col·lega Marcel.

## Procònsol a Sicília
Leví va seguir a Sicília com a procònsol el 209 aC. El seu exèrcit el formaven les restes de les legions de Gai Terenci Varró i Gneu Fulvi Flac que per les seves derrotes a Cannes (216 aC) i Herdonea (212 aC) havien estat castigades a estar en peu de guerra fins al final de la guerra. Tenia també els auxiliars sicilians i númides a més d'una flota de 70 galeres. El seu govern va ser encertat, va prevenir qualsevol intent cartaginès i va construir i omplir uns magatzems a Catana per subministrar gra a Roma.
El 208 aC encara procònsol va creuar a Àfrica amb unes 100 galeres i va assolar la regió de Clupea rebutjant un contraatac d'una flota cartaginesa, i amb el botí va tornar a Lilibèon. El 207 aC va repetir l'expedició amb el mateix èxit a la zona d'Útica i va derrotar un petit exèrcit enviat a tallar.li el pas.
L'any 206 aC va portar les seves forces a Itàlia i es va estacionar a Arretium i el 205 aC va lluitar contra Magó a Ligúria.
Un mica després va ser enviat a Delfos i a la cort d'Àtal I de Pèrgam, per demanar la portada de la deessa Gran Mare Frígia (identificada amb Cíbele) a Itàlia. El Senat va decidir que enviaria a Publi Corneli Escipió Nasica per rebre la deessa al port d'Òstia, acompanyat per la majoria de les dones de la ciutat.
El 204 aC va proposar al senat la devolució dels pagaments que s'havien fet sis anys abans i el 203 aC va participar en la discussió sobre les condiciones que s'havien d'oferir a Cartago per la pau i va defensar la continuació de la guerra, consell que es va seguir, cosa que situa Leví en el grup dels Escipions que al senat defensaven aquesta opinió.

## Propretor a Grècia
Al començar la Primera Guerra Macedònica, l'any 201 aC Leví va tornar a ser enviat com a propretor amb una flota i un exèrcit al nord de Grècia, i l'informe que va fer sobre els preparatius de Filip V de Macedònia reclutant homes i recollint diners, va animar al senat a preparar-se bé per la guerra.
Va morir l'any 200 aC i els seus fills Publi i Marc li van dedicar uns jocs funeraris amb combat de gladiadors.